# Joëlle Sambi Nzeba
Joëlle Sambi Nzeba, auteure, poétesse, slameuse et réalisatrice, est née à Bruxelles en 1979.

## Biographie
Après avoir passé son enfance à Kinshasa, elle retourne en Belgique en 2001 pour étudier le journalisme à l'Université libre de Bruxelles. Son premier succès littéraire survient en 2003 avec la publication de Je ne sais pas rêver, suivie en 2005 par la deuxième place du Prix du Jeune écrivain francophone avec Religion ya Kitendi. Son premier roman, Le Monde est gueule de chèvre, paraît en 2007 aux éditions Biliki. Outre ses écrits, Joëlle Sambi est aussi une artiste dynamique, produisant des spectacles de slam, des films et des ateliers, dont son film documentaire P!nkshasa Diaspora. Son œuvre aborde des thèmes profonds comme l'identité, la norme et l'appartenance, tout en étant marquée par son activisme féministe et LGBT. Elle interroge les frontières culturelles, notamment celles entre la Belgique et le Congo, avec une plume résolument politique et poétique.
Joëlle a découvert le slam après un burn-out et a rapidement fait sa place dans le milieu, marquée par une montée fulgurante de sa carrière. Le slam lui offre un espace où elle peut parler de manière personnelle et immédiate, contrairement à son travail antérieur où elle s’exprimait pour les autres. Elle mêle dans son art ses combats publics et ses expériences intimes, s’inspirant notamment de son histoire familiale. Son parcours est marqué par les contradictions de sa famille, entre illettrisme et éducation universitaire, et par les différences de classe qu’elle a vécues en Belgique et au Congo.

## Productions culturelles
Joëlle Sambi est une artiste polyvalente et engagée, active dans plusieurs domaines de la culture. Elle est auteure, slameuse, activiste LGBTQIA+ et commente de manière critique des thématiques telles que les discriminations, les violences policières, la classe sociale et l’identité. Voici un résumé de ses productions culturelles :

### Livres et textes écrits
- Je ne sais pas rêver[2] (2003), premier succès littéraire qui a reçu le 3e prix du concours d'écriture organisé par l'asbl text et publié en ligne.
- Religion ya Kitendi[3] (2005), qui lui vaut la deuxième place du Prix du Jeune Écrivain Francophone et publié par les Editions Mercure de France.
- Le Monde est Gueule de Chèvre[4] (2007), son premier roman, publié chez Biliki,
- Nouvelles du Congo - Récits de voyage[5] (2016) publié aux éditions Magellan et Cie.
- Caillasses[6] (2021), recueil de textes, publié chez Arbre de Diane.
- Et vos corps seront caillasses[7](2024), recueil de textes, publié par l'Arche.

### Spectacles
- Congo Eza[8] (2018) : performance poétique slamée qui rassemble les slameuses Lisette Lombé, Joëlle Sambi et l'artiste hip-hop Badibanga Ndeka (BADI), sous la direction de Rosa Gasquet. Ce projet explore les identités croisées entre la belgitude et la congolité.
- Fusion[9] (2021): un concert-spectacle mêlant slam et krump, avec avec Hendrickx Ntela, où elle aborde les discriminations et violences policières.
- Angles morts[10] (2021) : un spectacle plus théâtral et personnel, qui explore les micro-agressions, les violences et les préjugés, tout en mettant l’accent sur la question de la classe sociale. Ce spectacle intègre slam, danse et musique, et propose une réflexion sur les identités croisées, notamment la sienne en tant que Belgo-Congolaise, femme, noire, lesbienne et autrice.
- Maison chaos[11] (2024) : spectacle qui mélange différentes formes artistiques telles que le slam, le chant lyrique, la musique électronique, la vidéo et le son. Ce spectacle est une œuvre poétique et engagée qui explore les parcours que l’on choisit pour fuir la violence. Il évoque ceux qui cherchent à échapper à une mémoire douloureuse, à se réfugier ailleurs, à prendre la route pour fuir leurs démons intérieurs, et à écouter les empreintes laissées sur leurs corps marqués par la souffrance.

### Films et projets audiovisuels
- P!nkshasa Diaspora[1] : un film documentaire en gestation, qui explore la diaspora congolaise

### Engagement militant et création collective
- Elle collabore avec un collectif de créatrices et créateurs pour mettre en avant les voix féminines dans ses productions. Son travail est fortement influencé par ses expériences personnelles et son engagement social, notamment son implication dans la scène LGBTQIA+ et ses réflexions sur les questions de classe et d'identité.

À travers ses différents projets, Joëlle Sambi se distingue par une approche poétique, politique et intersectionnelle, donnant une voix à des réalités sociales souvent invisibles. Elle fait le lien entre l’intime et le public, mêlant arts de la scène et littérature pour dénoncer les injustices et ouvrir des espaces de réflexion.